# Preghiera della Sacra Piaga alla spalla di Gesù
La Preghiera della Sacra Piaga alla spalla di Gesù fu composta da san Bernardo di Chiaravalle.

## Storia
Il santo domandò nella preghiera a Gesù quale fosse stato il maggior dolore sofferto nel corpo durante la sua Passione, e ne avrebbe ricevuto questa risposta:
«Io ebbi una piaga sulla spalla, profonda tre dita, e tre ossa scoperte per portare la croce. Questa piaga mi ha dato maggior pena e dolore più di tutte le altre e dagli uomini non è conosciuta. Ma tu rivelala ai fedeli cristiani e sappi che qualunque grazia mi chiederanno in virtù di questa piaga, verrà loro concessa, e a tutti quelli che per amore di essa mi onoreranno con tre Padre Nostro, Ave Maria e Gloria al Padre al giorno, perdonerò i peccati veniali, non ricorderò più i mortali e non moriranno di morte subitanea ed in punto di morte saranno visitati dalla Beata Vergine e conseguiranno ancora grazia e misericordia».

## Preghiera
Poi si recita la seguente sequenza di preghiere per tre volte: Padre Nostro, Ave Maria, Gloria al Padre.

## Rivelazioni di Padre Pio
Anche Padre Pio ha venerato la Sacra Piaga alla spalla di Gesù e la ha sofferta nel suo stesso corpo come stigmata.
Secondo Stefano Campanella, autore de "Il papa e il frate", Papa Giovanni Paolo II visitò Padre Pio quando era prete e gli pose la domanda riguardo a quale fosse la ferita più dolorosa. Padre Wojtyla si aspettava che fosse la stigmata al costato. Ma il santo replicò: "È la mia ferita alla spalla, la quale non è conosciuta da nessuno e non è stata mai curata".